# Pawieł Suchaczow
Pawieł Prokofjewicz Suchaczow, ros. Павел Прокофьевич Сухачев (ur. w 1918 r. w okręgu nowosybirskim, zm. ?) – radziecki wojskowy, podoficer Wehrmachtu, dywersant SD, a następnie dowódca kompanii SS-Jagdverband "Ost" podczas II wojny światowej
W 1937 r. został skazany na karę 3 lat więzienia. Po wyjściu na wolność zmobilizowano go do Armii Czerwonej. Po ataku wojsk niemieckich na ZSRR 22 czerwca 1941 r., przeszedł we wrześniu tego roku na stronę Niemców jako dowódca rozpoznawczego plutonu pancernego 146 Batalionu Rozpoznawczego 111 Dywizji Strzeleckiej. Został osadzony w obozie jenieckim. Od lipca 1942 r. służył w Wehrmachcie jako podoficer na froncie wschodnim. W styczniu 1944 r. w Giżycku został zwerbowany przez SD. Od lutego do września tego roku przeszedł przeszkolenie w szkole dywersantów w mieście Neuendorf, po czym został zrzucony na spadochronie na tyły Armii Czerwonej. Po wykonaniu postawionych zadań powrócił na pozycje niemieckie. W styczniu 1945 r. zwerbował ok. 60 ochotników, których sam szkolił ze zbierania danych wywiadowczych w szkole dywersantów w Neuendorfie. W ostatnim okresie wojny w stopniu Hauptsturmführera Waffen-SS objął dowództwo kompanii wywiadowców-dywersantów w składzie SS-Jagdverband "Ost". Był odznaczony 2 razy Żelaznym Krzyżem 1 i 2 klasy. Po zakończeniu wojny został aresztowany przez Sowietów. Jego dalsze losy są nieznane.